# Forum für Finanzstabilität
Das Forum für Finanzstabilität (engl.: Financial Stability Forum) (FSF), auch Finanzstabilitätsforum genannt, war ein internationales Gremium, das zur Stabilität der Finanzmärkte beitragen sollte. Indem frühzeitig Mängel des Finanzsystems oder seiner Teile erkannt werden, sollen letztlich mögliche Finanzkrisen verhindert werden.
Am Gipfeltreffen der G-20 vom 2. April 2009 in London wurde beschlossen, das Financial Stability Forum als Financial Stability Board weiterzuführen.
Das FSF hatte Arbeitsgruppen zu drei Problembereichen der internationalen Finanzmärkte eingerichtet und erstellte Reports hierzu:
- Highly Leveraged Institutions (HLIs) (Hedge-Fonds)
- Offshore Financial Centers (OFCs)
- Regulierung kurzfristiger Kapitalbewegungen

## Geschichte
Den Auftrag, einen neuen Rahmen für die internationale Zusammenarbeit verschiedener wichtiger Finanzinstitutionen und Kontrollbehörden zu erarbeiten, erteilten die Finanzminister und Chefs der Notenbanken der damaligen G7-Staaten dem Präsidenten der Deutschen Bundesbank, Hans Tietmeyer, am 3. Oktober 1998.
Diesen präsentierte Tietmeyer sein Konzept eines Finanzstabilitätsforums am 20. Februar 1999 anlässlich deren Treffens in Bonn.
Das Forum für Finanzstabilität trat erstmals am 14. April 1999 in Washington, USA zusammen und bestand aus Vertretern der Finanzministerien, der Notenbanken und der Finanzaufsichtsbehörden der G7-Staaten, Repräsentanten internationaler Regierungsgremien sowie Vertretern des Internationalen Währungsfonds (IWF), der Weltbank, der Bank für Internationalen Zahlungsausgleich (BIZ) und der OECD, sowie Vertretern aus Singapur und Hongkong.
Am 8. Oktober 2008 forderte Bundesfinanzminister Peer Steinbrück im Rahmen eines 8-Punkte-Plans eine stärkere Rolle des FSF zur Entschärfung zukünftiger Finanzkrisen.
Am G-20-Gipfeltreffen vom 2. April 2009 in London wurde eine Stärkung des FSF beschlossen. Unter dem Namen Financial Stability Board (FSB) erhielt das Gremium ein breiteres Mandat. Zum Mitgliederkreis gehören nun Vertreter aus allen G-20-Mitgliederländern, Spanien, der Europäischen Kommission, dem IWF und der Weltbank.